# Hiroki Kotani
Hiroki Kotani (japanisch 小谷 光毅 Kotani Hiroki; * 25. April 1993 in Sakai) ist ein japanischer Fußballspieler auf der Position eines Mittelfeldspielers.

## Karriere
Kotani erlernte das Fußballspielen in der Jugendmannschaft von Gamba Osaka und der Universitätsmannschaft der Meiji-Universität. Seinen ersten Vertrag unterschrieb er 2017 beim deutschen Bezirksligisten BCF Wolfratshausen. Danach spielte er bei VfR Garching in der Bayernliga Süd. Im Mai 2018 wechselte er zum japanischen Drittligisten Grulla Morioka (heute: Iwate Grulla Morioka), wo er 22 Ligaspiele absolvierte. 2019 wechselte er zum Ligakonkurrenten Blaublitz Akita und kam dort auf 16 Einsätze. 2020 kehrte er zu Iwate Grulla Morioka zurück. Im Januar 2021 unterschrieb er einen Vertrag bei Shinagawa CC Yokohama, wechselte aber noch im selben Jahr zu Tokyo United. 
Seit Februar 2022 steht er bei Kamakura International FC unter Vertrag.